# Liselotte Richter
Liselotte Richter (* 7. Juni 1906 in Berlin; † 16. Januar 1968 ebenda) war eine deutsche Philosophin und Theologin.
Liselotte Richter studierte von 1926 bis 1932 Philosophie, Theologie und Germanistik in Berlin, Marburg und Freiburg. Sie hörte u. a. bei Martin Heidegger, Edmund Husserl und Erich Frank, bei ihm promovierte sie 1932. Ihr besonderes Interesse galt den Schriften Sören Kierkegaards.

## Akademische Tätigkeit
Während des Nationalsozialismus arbeitete Liselotte Richter im Unternehmen Leibniz-Edition der Preußischen Akademie der Wissenschaften und war von 1943 bis 1945 als DRK-Pflegerin in der Verwundetenbetreuung tätig. Nach dem Zweiten Weltkrieg wurde sie Bezirksstadträtin für Bildung und Kultur im Berliner Bezirk Charlottenburg, habilitierte sich an der Humboldt-Universität und wurde 1948 als erste Frau in Deutschland auf eine Professur für (reine) Philosophie berufen. Im Zuge der Umgestaltung des Philosophischen Seminars (2. Hochschulreform 1950/51) in der DDR wurde Liselotte Richter 1951 aus der Philosophischen Fakultät gedrängt und an die Theologische Fakultät der Humboldt-Universität weggelobt. Sie erhielt hier eine Professur mit Lehrstuhl für Religionsphilosophie – als erste Wissenschaftlerin in Deutschland. Ihr Lehrstuhl gehörte zur Unterabteilung Systematische Theologie in der Fakultät. Sie las Geschichte der Philosophie und widmete sich religionsphilosophischen Studien.

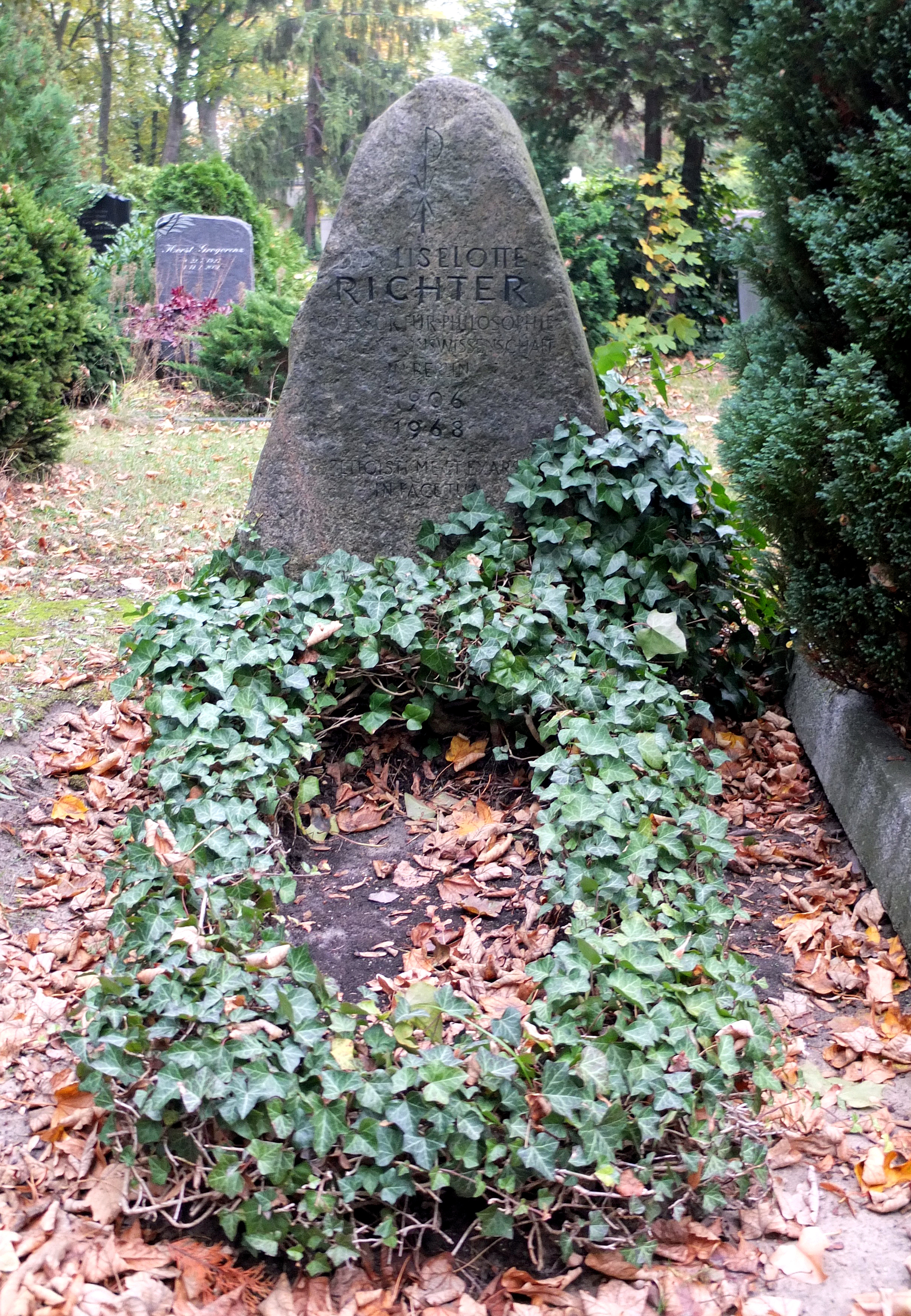
Grabstätte

Für ihre engagierte Lehrtätigkeit wurde ihr 1965 die Ehrendoktorwürde der Theologischen Fakultät verliehen. Ihre Schriften spiegeln ein vielseitiges Interesse wider. Neben Sören Kierkegaard finden sich auch Publikationen über René Descartes, Jakob Böhme, Gottfried Wilhelm Leibniz, Moses Mendelssohn, Angelus Silesius, Rainer Maria Rilke, Karl Jaspers, Albert Camus, Jean-Paul Sartre und Mahatma Gandhi. Sie pendelte zwischen ihrem Wohnort im West-Berliner Bezirk Charlottenburg und dem Arbeitsort Ost-Berlin, war also Grenzgängerin, auch nach dem Mauerbau setzte sie ihre Lehrtätigkeit fort. Nach langer schwerer Krankheit verstarb sie am 16. Januar 1968 und wurde auf dem Luisenfriedhof II in Berlin-Westend beigesetzt. Ihr Grab ist als Ehrengrab der Stadt Berlin gewidmet.
Die Theologische Fakultät der Humboldt-Universität zu Berlin ehrte Liselotte Richter zu ihrem 100. Geburtstag mit einer Gedenkveranstaltung am 7. Juni 2006. Von Richard Schröder, Catherina Wenzel und Michael Weichenhan wurde aus diesem Anlass der Gedenkband „Nach jedem Sonnenuntergange bin ich verwundet und verwaist.“ Für Liselotte Richter zum 100. Geburtstag  herausgegeben. Seit 2007 wird von der Leibniz-Edition Potsdam der Berlin-Brandenburgischen Akademie der Wissenschaften unter den gymnasialen Oberstufen der Länder Berlin und Brandenburg alle zwei Jahre der mit 1000 Euro dotierte Liselotte-Richter-Preis ausgelobt.

## Werke (Auswahl)

### Monografien
- Der Begriff der Subjektivität bei Kierkegaard. Ein Beitrag zur christlichen Existenzdarstellung. Triltsch, Würzburg 1934 (zugl. Marburg Univ. Diss.)
- Immanenz und Transzendenz im nachreformatorischen Gottesbild. Vandenhoeck & Ruprecht, Göttingen 1955
- Jakob Böhme. Mystische Schau. (Geistiges Europa). Hoffmann & Campe, Hamburg 1947
- Jean-Paul Sartre. (Köpfe des XX. Jahrhunderts; 23). Colloquium-Verlag, Berlin 1964
- Leibniz und sein Rußlandbild. Akademie-Verlag, Berlin 1949
- Mahatma Gandhi. (Köpfe des XX. Jahrhunderts; 25). Colloquium-Verlag, Berlin 1962
- Philosophie der Dichtkunst. Moses Mendelssohns Ästhetik zwischen Aufklärung und Sturm und Drang. Chronos-Verlag, Berlin 1948
- René Descartes. Dialoge mit deutschen Denkern.(Geistiges Europa). Hoffmann & Campe, Hamburg 1949
- Schöpferischer Glaube im Zeitalter der Angst. Glock, Wiesbaden 1954

### Herausgeberin
- Albert Camus: Der Mythos von Sisyphos. Ein Versuch über das Absurde. Rowohlt, Reinbek bei Hamburg 1959 [u. ö. bis 1997], ISBN 3-499-22198-5 (mit dem Essay Camus und die Philosophen in ihrer Aussage über das Absurde von Liselotte Richter, der der Neuübersetzung von 1999 nicht mehr beigefügt wurde.)
- Sören Kierkegaard: Werke. Europäische Verlagsanstalt, Hamburg (mit dem Essay Zum Verständnis des Werks)

1. Der Begriff Angst. 1996, ISBN 3-434-46021-7.
2. Die Wiederholung. 2005, ISBN 3-434-46022-5.
3. Furcht und Zittern. 1998, ISBN 3-434-46023-3.
4. Die Krankheit zum Tode. 1995, ISBN 3-434-46024-1.
5. Philosophische Brocken. 1992, ISBN 3-434-46025-X.